# Black Canary
Black Canary is de naam van twee superheldinnen uit de strips van DC Comics. De originele Black Canary werd bedacht door schrijver Robert Kanigher en tekenaar Carmine Infantino, en maakte haar debuut in arrow #86 (augustus 1947).

## Biografie

### Golden Age
Black Canary maakte haar debuut als bijrol in de Johnny Thunder-strips van Flash Comics anthology. Aanvankelijk leek ze een schurk te zijn.
Black Canary bleek zo populair dat ze haar eigen verhalen kreeg vanaf Flash Comics #92. Hierin werd onthuld dat ze Dinah Drake was, een voormalige vriendin van Larry Lance, een detective van de Gotham City politie.

### Silver Age
In de jaren 60 werd Black Canary opnieuw geïntroduceerd in de strips. Ze was nu getrouwd met Larry Lance, en nam deel aan vele missies van de Justice Society of America.
In 1969 kwam Larry Lance om het leven, waarna Black Canary bij de Justice League ging en een relatie begon met Green Arrow. In deze tijd ontwikkelde ze de gave om een ultrasonisch geluid te produceren met haar stem. Deze gave noemde ze de “Canary Cry”.
In Justice League of America #219 en #220 werd onthuld dat de hedendaagse Black Canary de dochter was van de originele Black Canary.

### Moderne versie
Na het verhaal Crisis on Infinite Earths werd definitief vastgesteld dat er twee personages waren die de titel van Black Canary hebben gebruikt, een moeder en dochter: Dinah Drake Lance en Dinah Laurel Lance. Dinah Laurel was de hedendaagse Black Canary.
De originele Black Canary was getraind door haar vader, Richard Drake, om zijn plaats bij de Gotham City politie in te nemen. Ze werd geweigerd door het politiekorps, maar besloot haar vaders wens om een misdaadbestrijder te worden toch te vervullen. Daarom nam ze de naam Black Canary aan en werd een superheldin. Ze ontmoette Larry Lance, en trouwde met hem. Samen kregen ze een dochter genaamd Dinah Laurel Lance. Dinah Laurel bleek een metahuman te zijn, met de aangeboren gave om ultrasonisch geluid te produceren met haar stem. Ondanks dat haar moeder tegen het plan was, nam ze haar oude rol als Black Canary over.
Dinah Laurel zocht vele trainers om haar te helpen zich voor te bereiden op het heldenleven, waaronder oud JSA lid Wildcat. Ze werd lid van de Justice League, en ontmoette Green Arrow. Ze bleef ongeveer zes jaar lid van de league.
Na deze zes jaar ging het mis. Black Canary werd gevangen door een drugsbende en dermate lang gemarteld dat ze haar canary cry verloor. Haar relatie met Green Arrow liep op de klippen, en haar winkel brandde uit. Ze werd uiteindelijk uit haar depressie gered door Barbara Gordon, die nu de heldin Oracle was geworden. Ze liet Black Canary lid worden van de Birds of Prey. Oracle gaf Black Canary tevens een elektronische versie van haar Canary Cry. Haar originele Canary Cry keerde terug nadat ze een behandeling had ondergaan in een Lazarus Pit.

## Krachten en vaardigheden
De originele Black Canary had geen superkrachten, maar was haar hele leven getraind tot een bekwaam vechter.
De huidige Black Canary kan met haar stem een ultrasonisch geluid produceren genaamd de “Canary Cry”. Met dit geluid kan ze voorwerpen doen barsten en haar tegenstanders uitschakelen. Ze kan zelfs frequenties bereiken buiten het normale hoorbare spectrum. De cry is echter nutteloos indien haar mond wordt afgesloten.
Black Canary is tevens bedreven in verschillende vechtsporten en motorrijden. Ze is een sterke en tactische denker, kwaliteiten die zelfs door andere superhelden zijn erkend.

## In andere media

### Liveaction
- Black Canary werd gespeeld door Danuta Wesley in Legends of the Superheroes.
- Een Black Canary genaamd Carolyn Lance komt voor in de serie Birds of Prey, waarin ze werd gespeeld door Lori Loughlin.
- Black Canary komt voor in het zevende seizoen van de serie Smallville, als Dinah Lance. Ze werd gespeeld door Alaina Huffman.[1]
- Black Canary (of iemand met een identiek uiterlijk) heeft een cameo in de film Batman: Mystery of the Batwoman.
- Black Siren, een personage gebaseerd op Black Canary, komt voor in de Justice League-aflevering 'Legends'.
- Black Canary zelf is een personage in de serie Justice League Unlimited, waarvoor Morena Baccarin haar stem insprak.
- Black Canary komt ook voor in de superheldenserie Arrow. Hierin wordt de titel door een aantal personen gebruikt. 
  - Sara Lance maakte haar debuut in het tweede seizoen als 'Canary', gespeeld door Caity Lotz. Ze is de zus van de voormalige vriendin van Oliver Queen, (Dinah) Laurel Lance. Na een schipbreuk strandt Oliver op een eiland, en Sara, die een affaire met Oliver heeft, wordt door de League of Assassins gevonden en tot 'Canary' opgeleid.
  - Begin seizoen 3 wordt Sara door Malcolm Merlyn vermoord, waarna haar zus Laurel Lance, gespeeld door Katie Cassidy, haar plaats inneemt als de Black Canary.
  - Begin seizoen 4 wordt Sara door Laurel weer tot leven gewekt, met behulp van de Lazarus Pit in Nanda Parbat. Dit was de aanleiding tot de spin-off Legends of Tomorrow, waar Sara de identiteit van de 'White Canary' aanneemt.
  - Eind seizoen 4 wordt Laurel vermoord door Damien Darhk. Vlak voor haar dood vraagt ze Oliver om haar niet de laatste Black Canary te laten zijn. "Zo zal er altijd een deel van mij er samen met jou zijn." In seizoen 5 start Oliver dan ook met zijn zoektocht naar een nieuwe Black Canary.Caity Lotz (links) en Katie Cassidy (rechts) in 2015

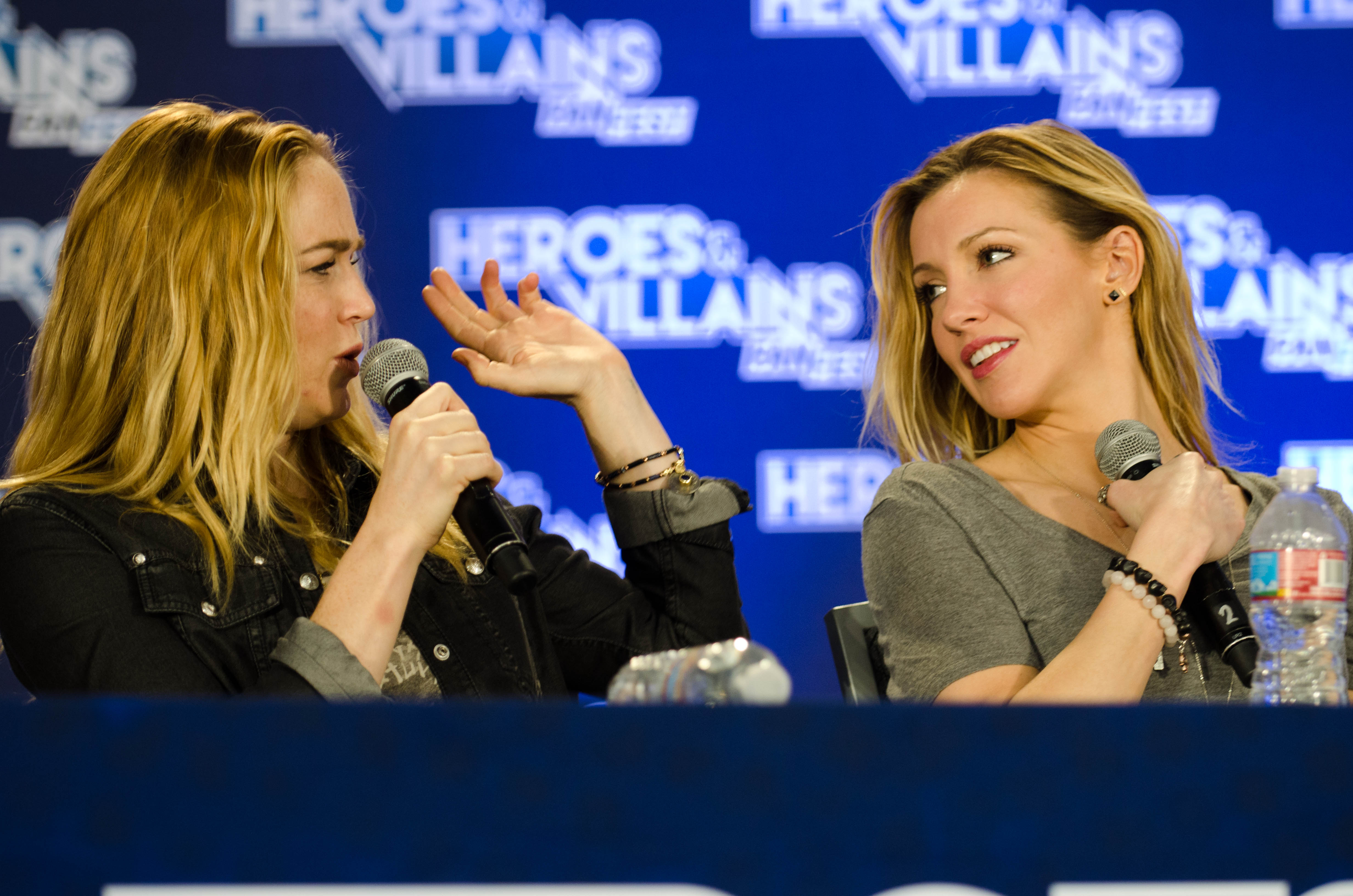
Caity Lotz (links) en Katie Cassidy (rechts) in 2015

  - Vlak na Laurels dood is er een imitator. Evelyn Sharp, gespeeld door Madison McLaughlin, doet zich voor als de Black Canary om Damien Darhks vrouw aan te vallen. Dit is maar van korte duur, omdat Oliver op Laurels begrafenis verklaart dat zij de echte Black Canary is.
  - De Earth-2-versie van Laurel verschijnt vanaf het vijfde seizoen in Arrow, na eerst een aflevering in het tweede seizoen van The Flash te hebben gespeeld. Zij bezit een echte 'Canary Cry' maar is een vijand. Ze laat zich Black Siren noemen. Aan het einde van het zesde seizoen bekeert ze zich echter tot de goede kant. Eind seizoen 7 wordt ze ook Black Canary genoemd. Ze wordt ook vertolkt door Katie Cassidy.
  - Oliver gaat in de helft van het vijfde seizoen op zoek naar een nieuwe Black Canary, na een aanvaring met de dan nog kwaadaardige Black Siren te hebben gehad. Hij komt terecht bij Dinah Drake, gespeeld door Juliana Harkavy. Deze voormalige politieagente voegt zich bij het team. Zij bezit ook een echte Canary Cry, door de ontploffing van de deeltjesversneller in Central City. In seizoen 7 verliest ze haar Canary Cry echter, doordat haar keel wordt doorgesneden.
  - Ook wordt in The Flash Siren-X geïntroduceerd. Zij is Laurel van Earth-X, wederom gespeeld door Katie Cassidy. Ze is kwaadaardig en ze wil zich wreken op haar naaste nazivrienden. Ze speelt mee in de aflevering 'Fury Rogue', in het vierde seizoen van The Flash. Ook zij heeft een Canary Cry, en ook nog eens echolocatie/supergehoor.
- In de film Birds of Prey (2020) werd Black Canary vertolkt door actrice Jurnee Smollett-Bell.